# Arnar Jónsson
Arnar Jónsson (Akureyri, 21 gennaio 1943) è un attore islandese.
Ha recitato come protagonista in numerosissime opere teatrali, più di quanto abbia fatto qualunque altro attore islandese.
Si diploma alla scuola nazionale di recitazione nel 1964. Da quel giorno è uno dei più importanti attori del Paese ed è sotto contratto con il Teatro Nazionale d'Islanda, per il quale ha recitato, fra gli altri, al Leikfélag Reykjavíkur e al Leikfélag Ajureyrar.
Conta performance in circa 150 ruoli, di cui 60 da protagonista, comprese opere greche classiche, di William Shakespeare, Ibsen, europee e statunitensi contemporanee. In alcune occasioni ha ricoperto anche il ruolo di regista.
Ha impersonato quasi 200 ruoli in commedie radiofoniche e numerosi anche in produzioni per la televisione. 
È sposato con Þórhildur Þorleifsdóttir, anche lei attrice teatrale islandese.